# Гречишніков Василь Олексійович
Василь Олексійович Гречишников (нар. 22 листопада (5 грудня) 1912, Миколаїв — 24 жовтня 1941 року, Грузино) — радянський військовий льотчик, Герой Радянського Союзу (1941), під час Німецько-радянської війни командир ескадрильї 1-го мінно-торпедного авіаційного полку 8-ї авіаційної бригади військово-повітряних сил Червонопрапорного Балтійського флоту, учасник першого бомбардування Берліна влітку 1941 року.

## Біографія
Народився в сім'ї робітників 22 листопада (5 грудня) 1912 року в Миколаєві Херсонської губернії.
На службі з 1931 року. У 1932 році вступив у ВКП (б).
Після закінчення Миколаївської та Єйської шкіл морських льотчиків проходив службу спочатку в Київському військовому окрузі, а потім на Балтійському флоті.
Брав участь у радянсько-фінській війні 1939-40 років. Був командиром ланки 3-ї ескадрильї 1-го мінно-торпедного авіаполку ВПС ЧБФ. 30 листопада 1939 брав участь у бомбардуванні Хельсінкі у складі ескадрильї під командуванням капітана Токарєва. Всього здійснив понад 50 бойових вильотів. Нагороджений орденом Червоного Прапора.
У 1940 році був призначений командиром 2-ї ескадрильї 1-го мінно-торпедного авіаційного полку ВПС Балтійського флоту.
Під час німецько-радянської війни в ніч на 8 серпня 1941 брав участь у першому нальоті радянської авіації на Берлін. Очолюючи другу авіагрупу слідом за флагманської групою командира авіаполку полковника Преображенського Е. Н. успішно виконав завдання.
Указом Президії Верховної Ради СРСР від 13 серпня 1941 присвоєно звання Героя Радянського Союзу з врученням ордена Леніна і медалі «Золота Зірка».
Всього в серпні-вересні 1941 року вилітав на бомбардування Берліна дев'ять разів.
24 жовтня 1941 при бомбардуванні механізованих частин ворога в районі населеного пункту Грузино Чудовський району Новгородської області направив свій підбитий літак на ворожу танкову колону і геройськи загинув.

## Пам'ять
Іменем Василя Гречішнікова названі вулиці в Миколаєві, Чудово Новгородської області, де встановлена пам'ятна дошка і в селищі Грузино Чудовський району Новгородської області, а також траулер Міністерства рибного господарства.
Меморіальна дошка встановлена на Миколаївському суднобудівному заводі.
А 9 травня 1968 року у селі Грузино встановлено обеліск.